# کاراوانگ
کاراوانگ (انگلیسی: Karawang) مرکز منطقه کاراونگ در جاوه غربی، اندونزی است. این شهر در ۳۲ مایلی شرق جاکارتا قرار دارد و در سرشماری سال ۲۰۲۰ میلادی، ۳۰۷۸۸۰ نفر جمعیت داشت،